# Ray Sandoval
Ray Anderson Sandoval Baylón (Lima, 13 febbraio 1995) è un calciatore peruviano, attaccante dell'Atlético Grau.

## Caratteristiche tecniche
È una seconda punta.

## Carriera

### Nazionale
Ha esordito con la nazionale peruviana il 6 settembre 2018 in occasione dell'amichevole persa 2-1 contro l'Olanda.

## Statistiche

### Presenze e reti nei club
Statistiche aggiornate al 5 settembre 2018.
| Stagione                | Squadra                 | Campionato              | Campionato | Campionato | Coppe nazionali | Coppe nazionali | Coppe nazionali | Coppe continentali | Coppe continentali | Coppe continentali | Altre coppe | Altre coppe | Altre coppe | Totale | Totale | Totale |
| Stagione                | Squadra                 | Comp                    | Pres       | Reti       | Comp            | Pres            | Reti            | Comp               | Pres               | Reti               | Comp        | Pres        | Reti        | Pres   | Reti   |        |
| ----------------------- | ----------------------- | ----------------------- | ---------- | ---------- | --------------- | --------------- | --------------- | ------------------ | ------------------ | ------------------ | ----------- | ----------- | ----------- | ------ | ------ | ------ |
| 2014                    | Sporting Cristal        | PD                      | 4          | 1          | CP              | 2               | 0               | CL                 | 0                  | 0                  |             | -           | -           | 6      | 1      |        |
| 2015                    | Real Garcilaso          | PD                      | 22         | 3          | CP              | 10              | 2               |                    | -                  | -                  |             | -           | -           | 32     | 5      |        |
| 2016                    | Sporting Cristal        | PD                      | 35         | 7          | CP              | 0               | 0               | CL                 | 3                  | 0                  |             | -           | -           | 38     | 7      |        |
| 2017                    | Sporting Cristal        | PD                      | 35         | 13         | CP              | 0               | 0               | CL                 | 2                  | 0                  |             | -           | -           | 37     | 13     |        |
| Totale Sporting Cristal | Totale Sporting Cristal | Totale Sporting Cristal | 74         | 21         |                 | 2               | 0               |                    | 5                  | 0                  |             | -           | -           | 81     | 21     |        |
| 2017-2018               | Atlético Morelia        | LMX                     | 12         | 0          | CM              | 3               | 0               |                    | -                  | -                  |             | -           | -           | 15     | 0      |        |
| 2018-2019               | Atlético Morelia        | LMX                     | 8          | 2          | CM              | 2               | 0               |                    | -                  | -                  |             | -           | -           | 10     | 2      |        |
| Totale carriera         | Totale carriera         | Totale carriera         | 116        | 26         |                 | 17              | 2               |                    | 5                  | 0                  |             | -           | -           | 138    | 28     |        |

### Cronologia presenze e reti in nazionale
| Cronologia completa delle presenze e delle reti in nazionale ― Perù | Cronologia completa delle presenze e delle reti in nazionale ― Perù | Cronologia completa delle presenze e delle reti in nazionale ― Perù | Cronologia completa delle presenze e delle reti in nazionale ― Perù | Cronologia completa delle presenze e delle reti in nazionale ― Perù | Cronologia completa delle presenze e delle reti in nazionale ― Perù | Cronologia completa delle presenze e delle reti in nazionale ― Perù | Cronologia completa delle presenze e delle reti in nazionale ― Perù |
| Data                                                                | Città                                                               | In casa                                                             | Risultato                                                           | Ospiti                                                              | Competizione                                                        | Reti                                                                | Note                                                                |
| ------------------------------------------------------------------- | ------------------------------------------------------------------- | ------------------------------------------------------------------- | ------------------------------------------------------------------- | ------------------------------------------------------------------- | ------------------------------------------------------------------- | ------------------------------------------------------------------- | ------------------------------------------------------------------- |
| 6-9-2018                                                            | Amsterdam                                                           | Paesi Bassi                                                         | 2 – 1                                                               | Perù                                                                | Amichevole                                                          | -                                                                   | 59’                                                                 |
| 25-3-2023                                                           | Magonza                                                             | Germania                                                            | 2 – 0                                                               | Perù                                                                | Amichevole                                                          | -                                                                   | 88’                                                                 |
| 28-3-2023                                                           | Madrid                                                              | Marocco                                                             | 0 – 0                                                               | Perù                                                                | Amichevole                                                          | -                                                                   | 80’                                                                 |
| Totale                                                              |                                                                     | Presenze                                                            | 3                                                                   |                                                                     | Reti                                                                | 0                                                                   |                                                                     |